# Bazoches-sur-le-Betz
Bazoches-sur-le-Betz és un municipi francès, situat al departament del Loiret i a la regió de Centre. L'any 2007 tenia 839 habitants.

## Demografia

### Població
El 2007 la població de fet de Bazoches-sur-le-Betz era de 839 persones. Hi havia 328 famílies, de les quals 78 eren unipersonals (45 homes vivint sols i 33 dones vivint soles), 123 parelles sense fills, 115 parelles amb fills i 12 famílies monoparentals amb fills.
La població ha evolucionat segons el següent gràfic:
Habitants censats

### Habitatges
El 2007 hi havia 699 habitatges, 331 eren l'habitatge principal de la família, 331 eren segones residències i 38 estaven desocupats. 689 eren cases i 4 eren apartaments. Dels 331 habitatges principals, 292 estaven ocupats pels seus propietaris, 29 estaven llogats i ocupats pels llogaters i 10 estaven cedits a títol gratuït; 2 tenien una cambra, 9 en tenien dues, 82 en tenien tres, 93 en tenien quatre i 144 en tenien cinc o més. 268 habitatges disposaven pel capbaix d'una plaça de pàrquing. A 165 habitatges hi havia un automòbil i a 151 n'hi havia dos o més.

### Piràmide de població
La piràmide de població per edats i sexe el 2009 era:
| Homes | Edats   | Dones |
| ----- | ------- | ----- |
| 0     | 95 o +  | 0     |
| 0     | 90 a 94 | 0     |
| 8     | 85 a 89 | 4     |
| 0     | 80 a 84 | 4     |
| 12    | 75 a 79 | 8     |
| 20    | 70 a 74 | 20    |
| 12    | 65 a 69 | 12    |
| 24    | 60 a 64 | 24    |
| 12    | 55 a 59 | 28    |
| 40    | 50 a 54 | 32    |
| 44    | 45 a 49 | 44    |
| 12    | 40 a 44 | 16    |
| 20    | 35 a 39 | 28    |
| 12    | 30 a 34 | 4     |
| 12    | 25 a 29 | 8     |
| 20    | 20 a 24 | 0     |
| 44    | 15 a 19 | 36    |
| 24    | 10 a 14 | 12    |
| 8     | 5 a 9   | 8     |
| 16    | 0 a 4   | 16    |

## Economia
El 2007 la població en edat de treballar era de 524 persones, 391 eren actives i 133 eren inactives. De les 391 persones actives 342 estaven ocupades (186 homes i 156 dones) i 49 estaven aturades (16 homes i 33 dones). De les 133 persones inactives 52 estaven jubilades, 30 estaven estudiant i 51 estaven classificades com a «altres inactius».

### Ingressos
El 2009 a Bazoches-sur-le-Betz hi havia 391 unitats fiscals que integraven 934 persones, la mediana anual d'ingressos fiscals per persona era de 18.769 €.

### Activitats econòmiques
Dels 28 establiments que hi havia el 2007, 1 era d'una empresa alimentària, 2 d'empreses de fabricació d'altres productes industrials, 4 d'empreses de construcció, 4 d'empreses de comerç i reparació d'automòbils, 1 d'una empresa de transport, 2 d'empreses d'hostatgeria i restauració, 1 d'una empresa d'informació i comunicació, 8 d'empreses de serveis i 5 d'empreses classificades com a «altres activitats de serveis».
Dels 7 establiments de servei als particulars que hi havia el 2009, 1 era un paleta, 1 guixaire pintor, 1 lampisteria, 1 electricista, 2 restaurants i 1 tintoreria.
L'any 2000 a Bazoches-sur-le-Betz hi havia 10 explotacions agrícoles que ocupaven un total de 505 hectàrees.

## Equipaments sanitaris i escolars
El 2009 hi havia 1 escola maternal i 1 escola elemental integrada dins d'un grup escolar amb les comunes properes formant una escola dispersa.

## Poblacions més properes
El següent diagrama mostra les poblacions més properes.